# Képviselőfánk
A képviselőfánk égetett tésztából készülő, francia eredetű sütemény, melyet jellemzően angol-krémmel, emellett néhol tejszínhabbal töltenek meg.

## Etimológia
A képviselőfánk nevének eredete nem ismert, Vinkó József az ismeretlen eredetű ételnevek közé sorolja. Elterjedt legenda, hogy a Parlamentben az 1800-as években a büfében lehetett kapni, gyorsan elfogyasztható harapnivalóként az ülések közti szünetekben. Az is meglehet azonban, hogy ezeknek a parlamenti büfével kapcsolatos történeteknek a forrása a Juhani Nagy János által szerkesztett Nevető kislexikon (2004). Ebben ezt olvashatjuk: "KÉPVISELŐFÁNK: a Parlament büféjében kapható országgyűlési édesség"
Krúdy Gyula 1929-ben megjelent Boldogult úrfikoromban című művében már említi a képviselőfánkot, a Magyar Elek által 1932-ben írt Az ínyesmester szakácskönyve című művében pedig szerepel a recept. 
Lénárd Sándor római útirajza szerint Szent József napján hagyományos édesség volt.

## Elkészítése
Az égetett tésztából evőkanálnyi halmokat nyomnak sütőlapra, majd forró, gőzös sütőben készresütik. Az Élelmiszervizsgálati Közlemények szerint a tészta minőségmegőrzési ideje 25 nap. A kisült gömböket félbevágják és angol- vagy bajorkrémmel, esetleg tejszínhabbal töltik. Tetejét porcukorral, esetleg pralinéval hintik. 

## Forrás
Wenszky Nóra:  Mit képvisel a képviselőfánk? www.nyest.hu (2015. június 17.)  (Hozzáférés: 2022. január 1.)